# Navahrudak

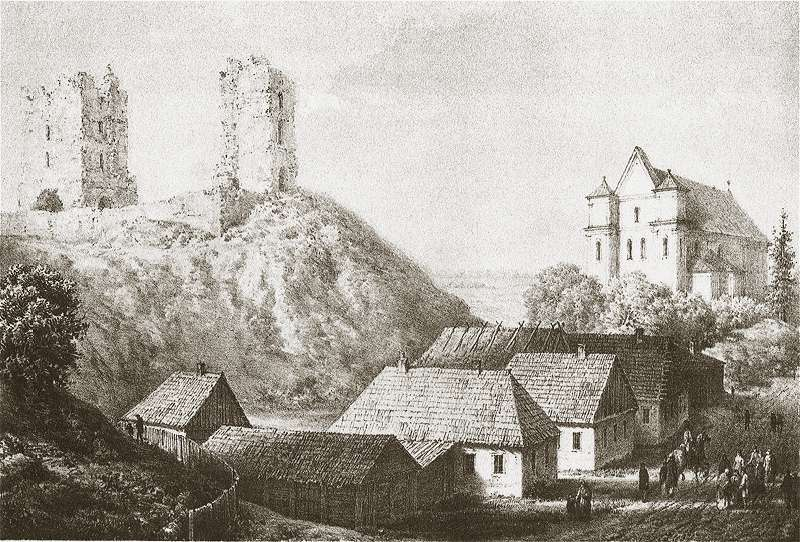
Ruínas do Castelo de Navahrudak, por Napoleon Orda.

Navahrudak (bielorrusso: Навагрудак; russo: Новогрудок/Nowogrudok; polonês: Nowogródek; lituano: Naugardukas) é uma cidade na voblast de Hrodna, no oeste da Bielorrússia com cerca de 30.803 habitantes (2004).

## História
A cidade foi pela primeira vez mencionada na Crônica de Ipatiev por volta de 1252 como Novogorodok (significando, "nova cidadezinha") foi o maior assentamento nas terras remotas do ocidente feito pela tribo eslava dos Krivichs e que passou para o controle da Rússia de Quieve no final do século X.
No século XIII, a frágil unidade da Rússia ruiu devido às invasões nômades vindas da Ásia, que atingiu seu ponto máximo com o saque de Quieve pelas hordes mongóis (1240), deixando um vazio geopolítico na região, que era conhecida naquele tempo por Rutênia Negra. Os eslavos orientais, através das tribos já existentes, espalharam-se formando um grande número de principados independentes e competitivos.
Mindaugas da Lituânia fez uso do contrato de casamento para anexar Navahrudak, que se tornou parte do Reino da Lituânia, mais tarde Grão-Ducado da Lituânia. Durante o século XVI, Maciej Stryjkowski foi o primeiro que, em sua crônica, propôs a teoria, de que a cidade anexada de Navahrudak foi a capital do Estado no século XIII. Esta afirmação é apoiada por vários outros estudiosos, enquanto que outros discordam desse ponto, uma vez que crônicas contemporâneas do século XIII não fazem menção de Navahrudak como capital, e até relatam que a cidade foi transferida para o domínio do rei de Halych-Volínia.
A abordagem de Stryjkowski também é contestada, uma vez que ele não soube nem ao menos indicar com precisão o local onde o Rei Mindaugas foi coroado. Primeiramente ele afirmou ser Kernavė o local, reafirmado em seu segundo trabalho e apenas na sua terceira obra é que ele indica Navahradak como sendo o tal lugar. Mesmo assim, nem sempre o local onde um governante cristão é coroado é uma capital. Por exemplo, os tzares russos foram coroados em Moscou, quando sua capital era São Petersburgo, da mesma forma os reis de França eram coroados em Reims e não em Paris, que era sua capital. Além disso, o significado e as cerimônias de "coroação", nos tempos pagãos, não eram muito claros. Outros estudiosos, que se opõem à ideia de Navahrudak como capital, sugerem que a primeira capital poderia ter sido em Voruta, Kernavė, Trakai e Vilnius, embora fosse mais provável que não houvesse uma única capital até a proclamação documentada de Vilnius como capital em 1323.
Navahrudak fez parte da República das Duas Nações depois da União de Lublin em 1569, chegando a ser a capital da voivodia de Nowogródek, mas foi incorporada pelo Império Russo, em 1795, por ocasião das partições da Polônia. Na Primeira Guerra Mundial, ela esteve ocupada pela Alemanha de 1915 a 1918. Depois do término da guerra ela pertenceu à República Nacional da Bielorrússia, porém,  a Segunda República da Polônia a ocupou em 1919. Posteriormente, a cidade foi tomada pelo Exército Vermelho durante a Guerra Polaco-Soviética, mas a Polônia a recuperou e devido ao Tratado de Riga, Navahrudak tornou-se parte da Polônia e novamente a capital da voivodia de Nowogródek.

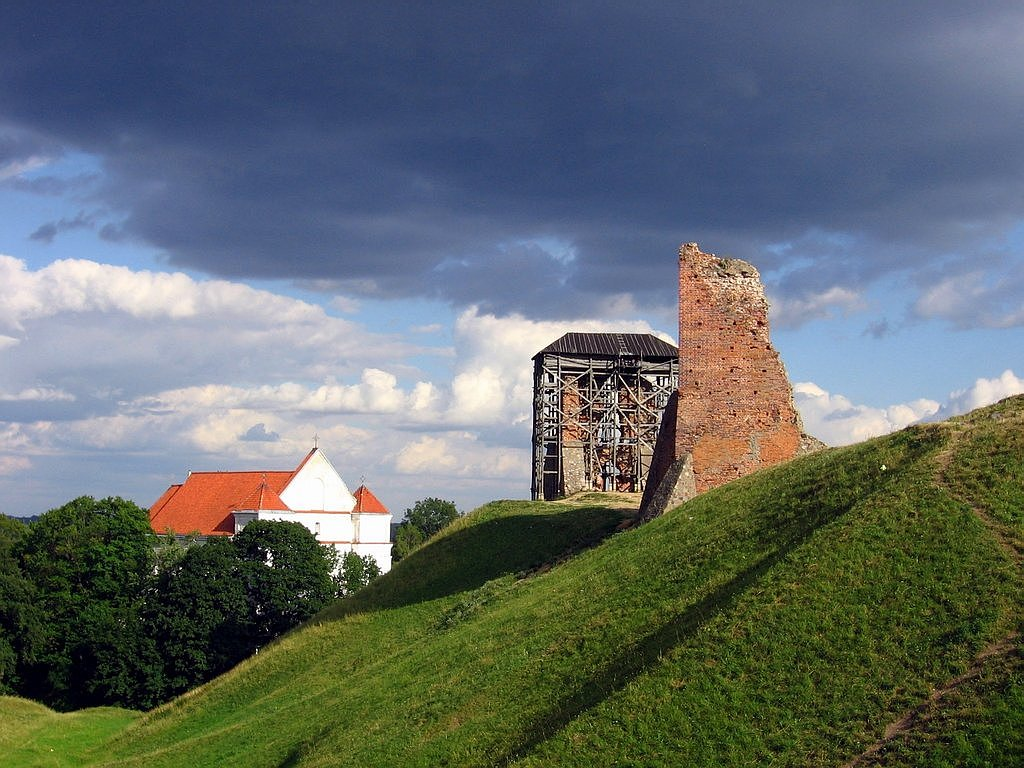
Ruínas do Castelo de Navahrudak nos dias atuais.

As tropas soviéticas entraram na cidade em setembro de 1939 e ela foi anexada à República Socialista Soviética da Bielorrússia. Na divisão administrativa dos novos territórios, a cidade, por um curto período (de 2 de novembro a 4 de dezembro), foi o centro da voblast de Navahrudak. A seguir, o centro administrativo foi transferido para a voblast de Baranavichy e a cidade tornou-se o centro do raion de Navahrudak (15 de janeiro de 1940). Em 22 de junho de 1941 a Alemanha Nazista invadiu a União das Repúblicas Socialistas Soviéticas e Navahrudak foi ocupada em 4 de julho depois de um dos mais trágicos eventos, quando o Exército Vermelho rendeu-se, no que ficou conhecido por "Caldeirão de Novogrudok". Durante a ocupação alemã ela tornou-se parte da Reichskommissariat Ostland. Iniciou-se imediatamente a resistência partisan. O Exército Vermelho libertou a cidade quase exatamente três anos após a sua ocupação em 8 de julho de 1944. Durante a guerra, mais de 45 mil pessoas morreram na cidade e nas áreas vizinhas e mais de 60% das construções foram destruídas. Depois da guerra, a República Socialista Soviética da Bielorrússia retomou a cidade e rapidamente iniciou o processo de reconstrução da maior parte de sua infra-estrutura destruída. Em 8 de julho de 1954, depois da dissolução da voblast de Baranavichy, o rajon, juntamente com a cidade de Navahrudak tornaram-se parte da voblast de Hrodna, e permanecem assim até hoje, na atual Bielorrússia.

## Atrações turísticas
O castelo de pedras, chamado de castelo Mindaugas, construído no século XIV agora está em ruínas; desde que foi destruído pelos suecos em 1710. A Catedral Ortodoxa de Bóris e Glebo, iniciada em 1519, no estilo gótico, não foi terminada até a década de 1630; foi restaurada no século XIX. Outras atrações arquitetônicas incluem a Igreja da Transfiguração (1712-1723), onde Adam Mickiewicz foi batizado e a Igreja de São Miguel, restaurada em 1751 e em 1831.
Navahradak foi uma importante shtetl e muitos judeus estão enterrados no antigo cemitério da cidade. Pode-se visitar a casa onde nasceu o poeta Adam Mickiewicz; há também a sua estátua e o "Túmulo da Imortalidade", criado em sua homenagem pela administração polonesa em 1924-1931.